# 热罗尼莫·德索萨
热罗尼莫·卡瓦略·德索萨（葡萄牙語：Jerónimo Carvalho de Sousa，葡萄牙語發音：[ʒɨˈɾɔnimu ðɨ ˈsozɐ]；1947年4月13日—）是一位葡萄牙政治家，曾任葡萄牙共产党总书记、葡萄牙共和国议会议员。

## 生平
1996年，他代表葡萄牙共产党和生态主义党“绿党”参加总统选举，但在正式选举前退出，转而支持葡萄牙社会党候选人若热·桑帕约。桑帕约成功当选葡萄牙总统。
2004年11月，他在葡萄牙共产党第十七次代表大会当选为葡萄牙共产党总书记。2006年，他作为联合民主联盟候选人参加总统选举，获得474,083票（得票率8.64%），位列第四。
2022年11月5日，葡萄牙共产党宣布德索萨因健康原因和职位需要辞去总书记职务。他担任葡萄牙共产党总书记长达18年，仅次于任职31年的革命家阿尔瓦罗·库尼亚尔。